# Palacio del Comandante
El palacio del Comandante está situado en el centro histórico de la ciudad de Fossano, junto a la catedral. Su construcción data del siglo XVII y es un edificio de estilo barroco. En el interior hay salas con frescos de Michele Antonio Milocco y se conserva una colección de pinturas pertenecientes al período del siglo XVIII al XVIII. Su nombre deriva del hecho de que fue la sede del comandante de la fortaleza de Fossano hasta que el centro fue considerado fortaleza porque estaba dotado de murallas. Actualmente, tras numerosas restauraciones y adornos, se ha convertido en la sede principal de la Cassa di Risparmio di Fossano.